# L'Astrolabe
L'Astrolabe je francouzská loď, která zajišťuje zásobování polárních vědeckých stanic v Antarktidě. Je konstruována tak, že za nepříznivých klimatických podmínek může sloužit i jako ledoborec. Je to jedna z nejmenších lodí působících v antarktických vodách.

## Popis
Loď je dlouhá 65 m a široká 12,8 m. Má dva hlavní motory Mirrlees Blackstone o výkonu 2270 kW a tři pomocné motory Caterpillar 300 kW, dvě hřídele, dvě stavitelné vrtule a dvě nezávislá kormidla. Její celkový výtlak je 1753 t a má nosnost 949 t, předpokládá se cestovní rychlost 12 uzlů, v ledu hrubém 1 m až 3 uzly.
Nákladní prostor je velký 320 m² a pro nakládku je loď vybavena jeřábem o nosností 32 tun. Na lodi mohou být umístěny dva vrtulníky sloužící pro vykládku zboží v Antarktidě. Má 13 kabin pro 50 cestujících, osádku tvoří 12 námořníků.

## Význam
Loď vlastní společnost P & O Maritime která se od roku 1960 zaměřuje na poskytování specializovaných přepravních služeb pro vládní organizace i ostatní zákazníky.
V roce 1988 si toto plavidlo pronajaly IPEV a TAAF jako náhradu za používané dánské lodě a začaly ho využívat k transportu zásob, techniky i k převozu osádek hlavně pro francouzskou polární stanici Dumont d'Urville na břehu Adéliny země nacházející se na nejjižnějším kontinentu. Nověji mimo to zajišťuje i zásobování společné italsko-francouzské vnitrozemské polární stanice Concordia vzdálené asi 1000 km od stanice Dumont d'Urville, kam se dále zásoby většinou přepravují pozemskou cestou.
Každý rok vykonává v krátkém polárním létě (od listopadu do března), během asi 120 dnů, pět plaveb z přístavu Hobartu na Tasmánii do stanice Dumont d'Urville, vozí na vzdálenost 2700 km stovky tun potravin, pohonných hmot a zařízení, zpět přepravuje veškerý odpad vzniklý činnosti výzkumníků. Převáží také polárníky při střídání turnusů na stanicích.
Astrolabe je schopna provádět během svých plaveb i krátkodobé oceánografické výzkumy a má vybavení pro další vědeckou práci.

## Poznámka
Astrolabe se také jmenovala loď s kterou francouzský průzkumník Jules Dumont d'Urville objevil v roce 1840 Adélinou zemi. Ještě o 55 let dříve s lodí totožného jména podnikal francouzský důstojník Jean-François de La Pérouse objevné cesty v Tichomoří.

## Galerie

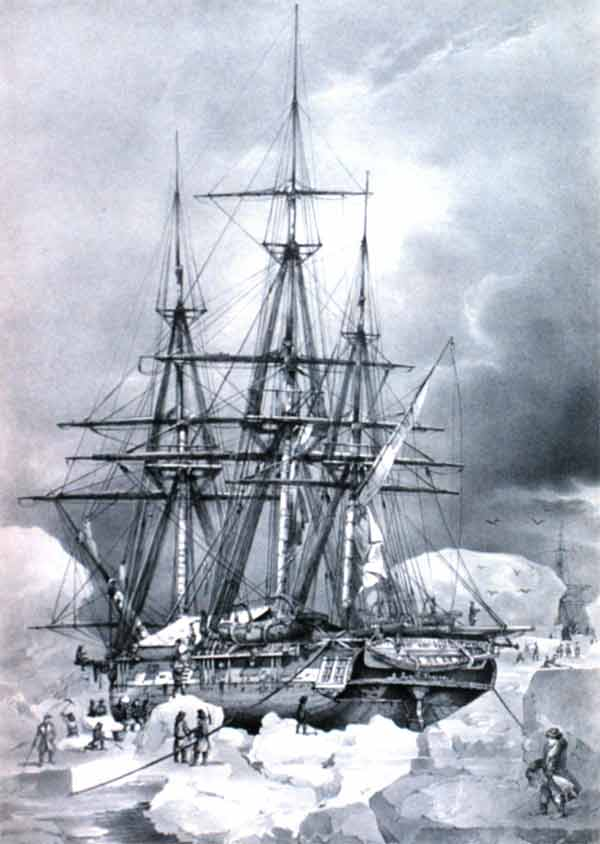
Astrolabe 1840 – u Adéliny země
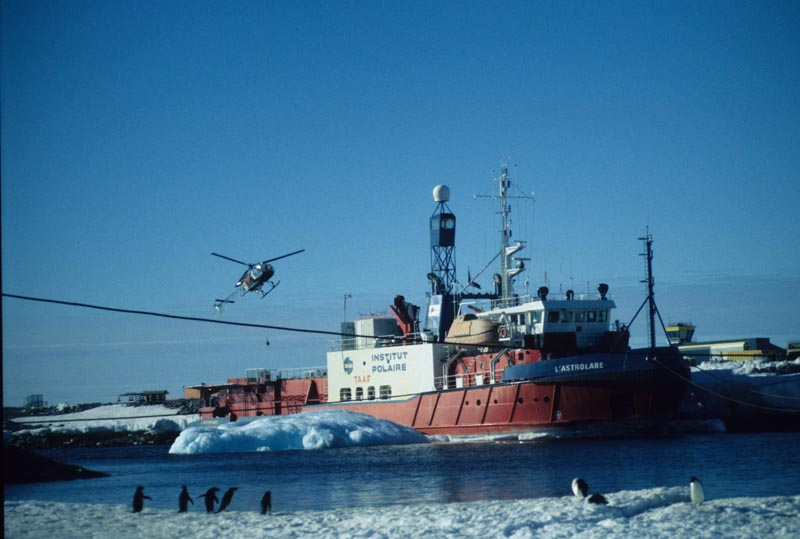
Astrolabe 1999 – u Adéliny země
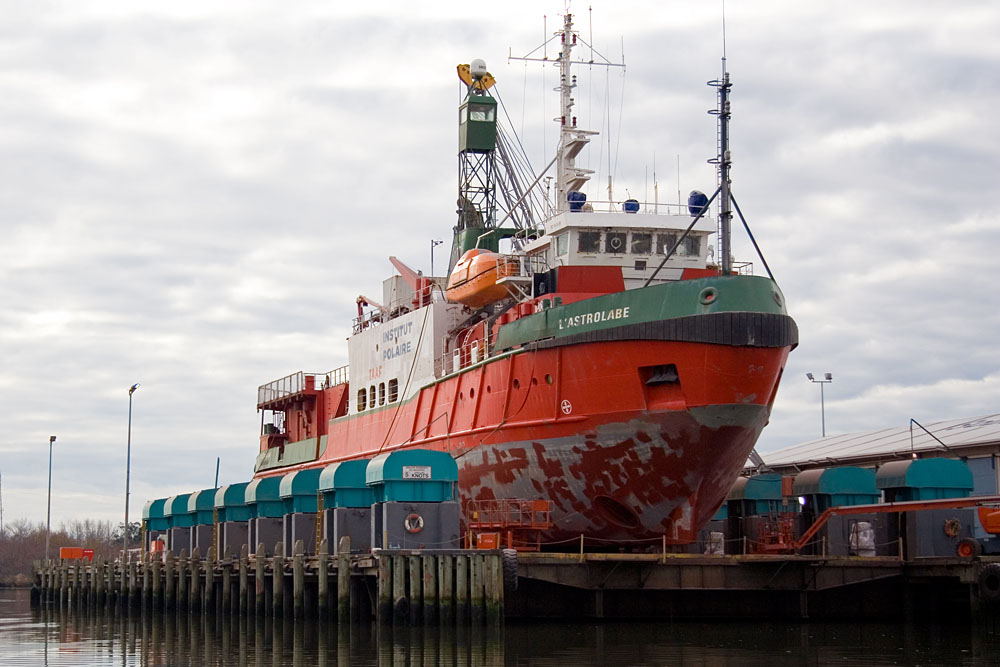
Astrolabe v doku
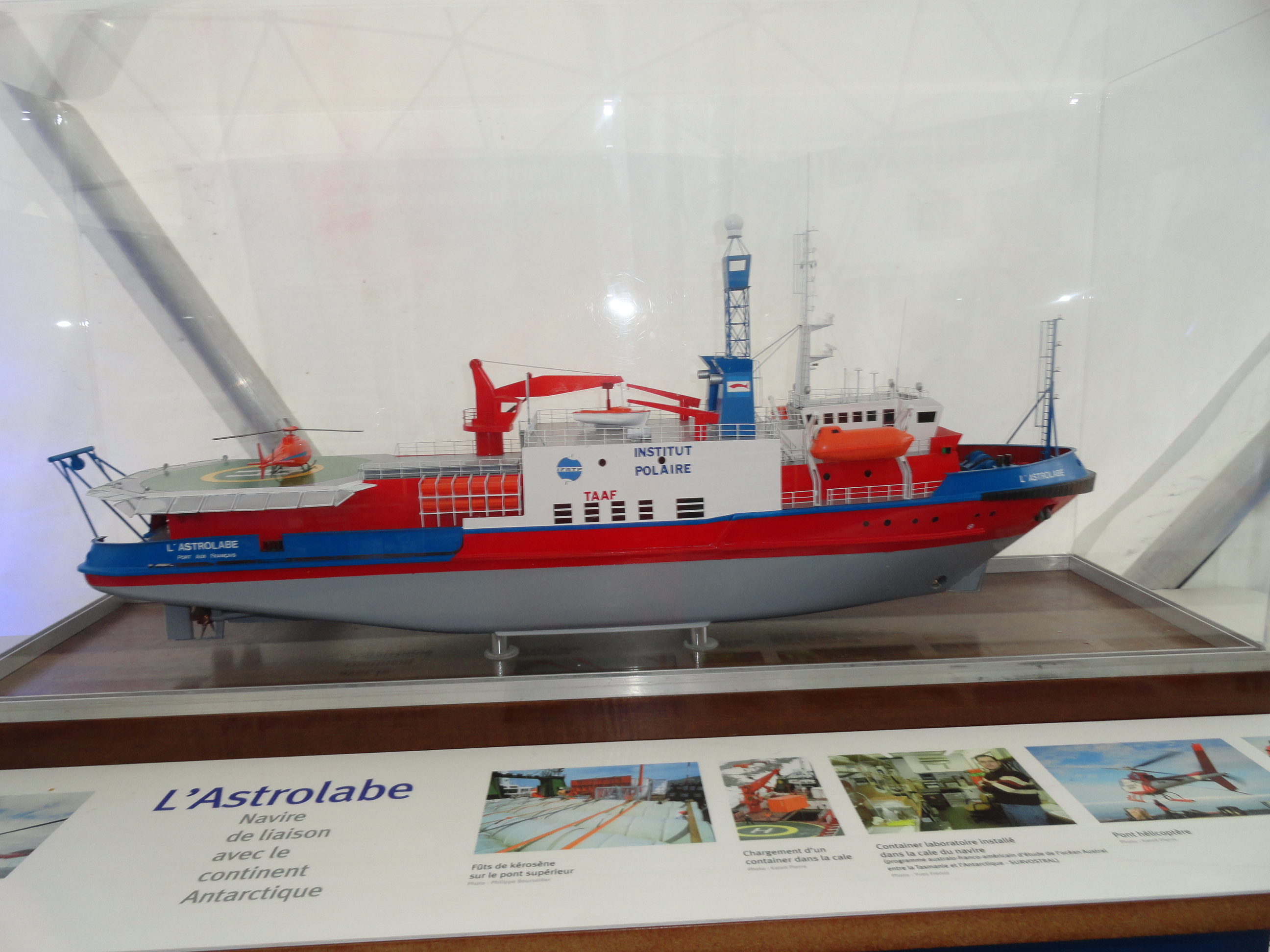
Maketa lodě